# 日韓犯罪人引渡し条約
犯罪人引渡しに関する日本国と大韓民国との間の条約（はんざいにんひきわたしにかんするにほんこくとだいかんみんこくとのあいだのじょうやく）は、犯罪の抑圧のために、日本と韓国との間で締結された犯罪人引渡しに関する条約である。（法令番号）平成14年6月7日条約第四号。
2002年（平成14年）6月21日効力発生。

## 概要
犯罪人引渡しに関する日本国と大韓民国との間の条約は、犯罪の抑圧のため、両締約国の法令により死刑又は無期若しくは長期一年を超える拘禁刑に処するものについて外交ルートを通じて行われる。なお、その犯罪が、請求国の領域外で実行された場合は、被請求国は、自国法令がその行為に処罰規定があるか、当該犯罪を請求国の国民が行った場合にのみ引渡しを行う。実際の引き渡し手続きは逃亡犯罪人引渡法によりなされる。また、逃亡犯罪人引渡法において条約により決定される事項は日韓の間では、この条約による。

## 引渡しの請求
- 引渡しの請求は、外交ルートを通じて行われる。
- 引渡しの請求には、その者を特定する事項を記載した文書、犯罪事実を記載した書面、引渡しの請求に係る犯罪の構成要件及び罪名を定める法令の条文、当該犯罪の刑罰を定める法令の条文、当該犯罪の訴追又は刑罰の執行に関する時効を定める法令の条文 が必要である。
- 引渡しの請求が、有罪判決を受けていない者について行われる場合は、請求国の裁判官その他の司法官憲が発した逮捕状の写し、令状の者と引渡しを求められている者が同一であることを証明する証拠資料、引渡しを求められている者が被請求国の法令上引渡しの請求に係る犯罪を行ったと疑うに足りる相当な理由があることを示す証拠資料が必要である。
- 引渡しの請求が有罪の判決を受けた者について行われる場合には、請求国の裁判所が言い渡した判決の写し、引渡しを求められている者が当該判決にいう者であることを証明する証拠資料、及び言い渡された刑の執行されていない部分を示す書面が必要である。
- また、引渡しの請求に際し、被請求国の要求に基いて、本条約により必要とされる追加的な資料を提供する場合がある。
- 以上全てに翻訳文を添付する。

## 条約締結の趣旨
本犯罪人引渡しに関する条約の一方の締約国は、引渡し犯罪について訴追し、審判し、又は刑罰を執行するために他方の締約国からその引渡しを求められた者であって当該一方の締約国の領域において発見されたものを、この条約の規定に従い当該他方の締約国に引き渡し、犯罪の抑圧のために、両国の協力を一層実効あるものとすること。

## 引き渡しの例外
条約には幾つかの引き渡しを拒むべき例外が存在する。
- 請求国において有罪判決がなく、被請求国において犯罪の嫌疑が無い場合 (第三条(a))。
- 請求国において、反論の機会が与えられず、欠席裁判により有罪判決が出た場合 (第三条(b))。
- 被請求国において、その犯罪が (一部を除く) 政治犯罪であると認定した場合 (第三条(c))。
- 被請求国において、その犯罪が既に訴追または確定判決された場合 (第三条(d))。
- 被請求国において、時効等により刑罰を課し、または執行しえない場合 (第三条(e))。
- 被請求国において、請求国により、人種、宗教、国籍、民族的出身、政治的意見、性を理由とした訴追または名誉毀損される恐れがあると認定した場合 (第三条(f))。

また、条約には幾つかの引き渡しを拒める例外が存在する。
- 被請求国において、自国の領域、船舶もしくは航空機で犯罪が為されたと認められる場合 (第四条(a))。
- 第三国で確定判決を受け、無罪となった場合、もしくは刑罰の執行を終えた場合 (第四条(b))。
- 被請求国において、引き渡しが人道上の理由に反すると認定した場合 (第四条(c))。
- 被請求国において、訴追しないこと、もしくは訴訟の取り下げを決定した場合 (第四条(d))。

## 経緯
- 1998年：日韓共同宣言
- 2002年4月8日：森山真弓法相と韓国の宋正鎬法相が署名。
- 2002年4月19日：韓国国会批准同意（第229回国会）
- 2002年5月7日：衆議院本会議通過（第154回国会）
- 2002年5月29日：参議院本会議通過（国会承認）
- 2002年6月6日：批准書交換
- 2002年6月7日：条約公布、告示
- 2002年6月21日：条約発効

日韓サッカーワールドカップ（6月開催）のテロ対策の一環として進められた。もっとも、条約は条文に特段の記載のない限り、特定のイベントにのみ適用されるのではなく、破棄されるまでは永続的に適用される。

## 事例
2011年12月に靖国神社に放火した後、在大韓民国日本国大使館に火炎瓶を投げ付けて韓国で服役した中国人、劉強元受刑者（38）に対して、日本が韓国との犯罪人引渡条約に基づく引き渡しを求めていたが、ソウル高裁が2013年1月3日、「政治犯」と認定、引き渡しを拒否する決定を出し、同受刑者は2013年1月4日午前、韓国から空路中国・上海へ出国した。日本政府は3日に韓国政府に抗議し、引き続き引き渡しを求めていたが、劉元受刑者は3日夜にソウルの拘置施設から釈放され、中国大使館の施設へ移っていた。日中間には犯罪人引渡条約はない。